# Pico Jabón
El Pico Jabón (9°03′N 70°24′O / 9.05, -70.4) es una formación de montaña ubicada en el extremo sur del Estado Trujillo, Venezuela. A una altitud de 3.514 m s. n. m. el Pico Jabón es una de las montañas más altas en Trujillo. Constituye parte del límite norte del parque nacional Dinira a poca distancia del límite sur del estado Lara.

## Flora
El Pico Jabón se encuentra en un privilegiado espacio natural en las faldas de la cordillera de Mérida en un punto donde triangulan el páramo Cende, el páramo Jabón y el páramo de Turmal. La vegetación sobre estos páramos y su extensión sobre los picos más elevados se ven poco perturbados con la excepción de la herbivoría, así como la ocasional intervención del humano en su tareas agrícolas y por el turismo que busca asociación a la naturaleza virgen del parque nacional Dinira. 
El área de la parte alta del Pico Jabón, que está por debajo de los 4000 m s. n. m., se caracteriza por una vegetación típica del páramo andino. Ella está predominantemente integrada por especies herbáceas y arbustos, ambas leñosas perennes, es decir, cuyas formas de vida tienden a ser siempreverdes. Predominan los frailejones, especies del género Eucaliptus, Fraxinus, Cupresus lusitánica, Acacia decurrens, Pinus radiata y Pinus caribaea. Además se encuentran especies botánicas endémicas como: Diocodendron dioicum y Miconia larensis.
A altitudes intermedias, sobre los alrededores del Páramo Jabón a 3.500 m s. n. m., la vegetación consiste en una cobertura muy extensa de gramíneas que suelen cubrir entre 40 y 80% de los suelso. Las zonas más bajas, hacia el poblado «El Rincón» y los senderos que conducen hacia las lagunas que lo rodean se caracterizan por una vegetación que es mezcla de rosetales y pajonales en estrecha relación con pastizales y matorrales templados clásicos del páramo andino.